# Good Girl Gone Bad: The Remixes
Good Girl Gone Bad: The Remixes pierwszy album remiksowy nagrany przez Rihannę. Został wydany 27 stycznia 2009 przez Def Jam Recordings. Album zawiera remiksy klubowe z jej trzeciego albumu studyjnego Good Girl Gone Bad wydanego w 2007 oraz jego reedycji z 2008, Good Girl Gone Bad: Reloaded. Piosenki zostały zremiksowane przez producentów i dżokejów płyty, takich jak Moto Blanco, Tony Moran, Soul Seekerz i Wideboys.
Składanka otrzymała ogólnie mieszane recenzje od krytyków muzycznych. Album powstał dla fanów w oczekiwaniu na czwartą płytę Rihanny. Good Girl Gone Bad: The Remixes zadebiutował na sto szóstym miejscu listy Billboard 200 i czwartym miejscu Top Dance/Electronic Albums, gdzie na liście końcowo-rocznej zajęła dwudzieste drugie miejsce.

## Tło
Amerykańska strona Rap-Up ogłosiła 21 grudnia 2008, że Rihanna przygotowuje się do wydania swojego pierwszego albumu remiksowego, który ma się ukazać w styczniu 2009. Okładkę zaprojektowała Ciarra Pardo, a dwa dni później ogłoszono datę wydania. Def Jam wydało Good Girl Gone Bad: The Remixes 27 stycznia 2009 w formacie CD, digital download i winyl w Stanach Zjednoczonych. W Wielkiej Brytanii płyta ukazała się w lutym 2009. Składanka z electro dance'owych piosenek, które pochodzą z Good Girl Gone Bad i Good Girl Gone Bad: Reloaded. Kompilacja zawiera wszystkie piosenki, które znajdują się na standardowej płycie, z wyjątkiem "Lemme Get That", "Rehab" i "Sell Me Candy".
Piosenki zostały zremiksowane przez takie osoby jak: Moto Blanco, Jody den Broeder, Paul Emanuel, Seamus Haji, K-Klass, Lindbergh Palace, Tony Moran, Warren Rigg, Soul Seekerz i Wideboys. Soul Seekerz zajął się remiksem aż trzech piosenek: "Breakin’ Dishes", piosenki tytułowej i "Say It", a Broeder i Wideboys dwóch. Lista utworów jest przerobiona do takiej samej, którą posiada bonusowa płyta Good Girl Gone Bad edycja deluxe. Podczas gdy Good Girl Gone Bad: The Remixes nie zawiera remiksu "SOS" i utworów bonusowych "Cry" i "Haunted". W miejsce ich wstawiono remiksy "Disturbia", "Take a Bow" i "Umbrella". Ponadto bonusowa płyta zawiera pełnometrażowe remiksy, a Good Girl Gone Bad: The Remixes wersje radiowe.

## Odbiór
Album otrzymał mieszane recenzje. Jamie Nicholes z Noize Magazine dał pozytywną ocenę, pisząc: "w rzeczywistości nie ma takiego beatu... który można dostrzec tutaj." Dziennikarz zauważył także, że skrócenie piosenek do radiowych wersji "czyni go bardziej strawnym dla mass mediów, które nie rozumieją pełnych remiksów." Rachel Devitt z Rhapsody krótko skomentował album słowami: "Rihanna robi jeszcze więcej kilometrów z jej fenomenalną, trzecią, fabryką hitów." Chris Azzopard z Between the Lines dał mieszaną recenzję, pisząc: "wydojona po raz trzeci Good Girl Gone Bad, która zawiera dwanaście piosenek." Recenzent uznał płytę "za zbyt mocno wyprodukowaną", przytaczając remiks "Umbrella" i "Push Up on Me" jako przykład. Andy Kellman z AllMusic nazwał płytę "zmarnowaną okazją i pieniędzmi." Kellmanowi spodobało się obcięcie piosenek do krótszych wersji, komentując "te zmiany są prawdopodobnie najlepsze, które podkreślają album bardziej, niż chaotyczny bonusowy dysk." Dziennikarz poleca album tym, którzy są "znudzeni oryginałem" pisząc, że "płyta ta z pewnością pomoże zabić czas w oczekiwaniu na czwarty album."

## Lista utworów
| Nr  | Tytuł utworu                                             | Tekst                                                                                  | Muzyka                                    | Długość |
| --- | -------------------------------------------------------- | -------------------------------------------------------------------------------------- | ----------------------------------------- | ------- |
| 1.  | „Umbrella (featuring Jay-Z, Seamus Haji & Paul Emanuel)” | Shawn Carter, Kuk Harrell, Terius Nash, Christopher „Tricky” Stewart                   | Tricky Stewart, Seamus Haji, Paul Emanuel | 3:58    |
| 2.  | „Disturbia (Jody den Broeder)”                           | Robert Allen,Andre Merritt, Chris Brown, Brian Kennedy                                 | Brian Kennedy, Jody den Broeder           | 3:52    |
| 3.  | „Shut Up and Drive (Wideboys)”                           | Carl Sturken, Evan Rogers, Bernard Sumner, Peter Hook, Stephen Morris, Gillian Gilbert | Sturken, Rogers, Wideboys                 | 3:39    |
| 4.  | „Don’t Stop the Music (Jody den Broeder)”                | Mikkel S. Eriksen, Tor Erik Hermansen, Tawanna Dabney, Michael Jackson                 | Stargate, Jody den Broeder                | 3:10    |
| 5.  | „Take a Bow (Tony Moran & Warren Rigg)”                  | Hermansen, Eriksen, Shaffer Smith                                                      | Stargate, Ne-Yo, Tony Moran, Warren Rigg  | 4:02    |
| 6.  | „Breakin’ Dishes (Soul Seekerz)”                         | Stewart, Nash                                                                          | Stewart, Soul Seekerz                     | 3:19    |
| 7.  | „Hate That I Love You (featuring Ne-Yo, K-Klassic)”      | Smith, Eriksen, Hermansen                                                              | Stargate, K-Klass                         | 3:58    |
| 8.  | „Question Existing (Wideboys)”                           | Smith, Shea Taylor, Carter                                                             | Shea Taylor, Ne-Yo, Wideboys              | 3:40    |
| 9.  | „Push Up on Me (Moto Blanco)”                            | Jonathan Rotem, Makeba Riddick, Lionel Richie, Cynthia Weil                            | J. R. Rotem, Moto, Blanco                 | 3:28    |
| 10. | „Good Girl Gone Bad (Soul Seekerz)”                      | Smith, Hermansen, Eriksen, Lene Marlin                                                 | Stargate, Soul Seekerz                    | 3:29    |
| 11. | „Say It (Soul Seekerz)”                                  | Riddick, Quaadir Atkinson, Ewart Brown, Clifton Dillon, Sly Dunbar, Brian Thompson     | Neo da Matrix, Soul Seekerz               | 4:21    |
| 12. | „Umbrella (featuring Jay-Z, Lindberg Palace)”            | Carter, Harrell, Nash, Stewart                                                         | Stewart, Lindbergh Palace                 | 3:53    |
|     |                                                          |                                                                                        |                                           | 44:49   |

## Personel
- Robert Allen – tekściarz
- Joey Arbagey – remix A&R
- Quaadir Atkinson – tekściarz
- Chris Brown – wokal wspierający, tekściarz
- Ewart Brown – tekściarz
- Jay Brown – A&R
- The Carter Administration – producent wykonawczy
- Shawn Carter – tekściarz
- Jon Cohen – klawisze
- Eddie Craig – dodatkowa produkcja, remiksowanie
- Kevin „KD” Davis – miksowanie
- Jody den Broeder – dodatkowa produkcja, remiksowanie
- Roberto Deste – fotografia
- Clifton Dillon – tekściarz
- Sly Dunbar – tekściarz
- Paul Emanuel – dodatkowa produkcja, bębny, klawisze, remiksowanie
- Mikkel Storleer Eriksen – nagrywanie, tekściarz
- Gillian Gilbert – tekściarz
- Seamus Haji – dodatkowa produkcja, bębny, klawisze, remiksowanie
- Kuk Harrell – nagrywanie, tekściarz, produkcja wokalu
- Danny Harrison – dodatkowa produkcja, remiksowanie
- Al Hemberger – miksowanie, nagrywanie
- Tor Erik Hermansen – tekściarz
- Andy Hickey – klawisze
- Peter Hook – tekściarz
- Michael Jackson – tekściarz
- Julian Jonah – gitara
- Terese Joseph – administracja nad A&R
- Doug Joswick – produkcja opakowań
- K-Klass – dodatkowa produkcja, remiksowanie
- Brian Kennedy – produkcja
- Simon Langford – dodatkowa produkcja, remiksowanie, klawisze
- Daniel Laporte – nagrywanie
- Fabienne Leys – koordynowanie A&R
- Lindbergh Palace – remiksowanie
- Deborah Mannis-Gardner – wplatanie sampli
- Manny Marroquin – miksowanie
- Andre Merritt – tekściarz, wokal wspierający
- Tony Moran – inżynier, remiksowanie
- Russ Morgan – dodatkowa produkcja, remiksowanie
- Stephen Morris – tekściarz
- Moto Blanco – dodatkowa produkcja, remiksowanie
- Julian Napolitano – dodatkowa produkcja, remiksowanie, klawisze
- Ne-Yo – produkcja, produkcja wokalu
- Neo da Matrix – produkcja
- Greg Ogan – nagrywanie
- Ciarra Pardo – dyrektor artystyczny, dizajn
- Lionel Richie – tekściarz
- Makeba Riddick – tekściarz, produkcja wokalu
- Warren Rigg – inżynier,remiksowanie
- Paul Roberts – produkcja, remiksowanie
- J. Peter Robinson – dyrektor artystyczny, dizajn
- Evan Rogers – producent wykonawczy, produkcja, tekściarz
- J.R. Rotem – produkcja, tekściarz
- Brian Seals – tekściarz
- George Seara – nagrywanie
- Arthur Smith – dodatkowa produkcja, remiksowanie
- Shaffer Smith – tekściarz
- Tyran „Ty Ty” Smith – A&R
- Soul Seekerz – remiksowanie
- Stargate – produkcja
- Christopher Stewart – tekściarz, produkcja
- Carl Sturken – producent wykonawczy, produkcja, tekściarz
- Jim Sullivan – dodatkowa produkcja, remiksowanie
- Bernard Sumner – tekściarz
- Phil Tan – miksowanie
- Shea Taylor – produkcja, tekściarz
- Brian Thompson – tekściarz
- Mike Tocci – nagrywanie, inżynier nadzorujący
- Marcos Tovar – inżynier nadzorujący
- Andrew Vastola – nagrywanie
- Cynthia Weil – tekściarz
- Wideboys – dodatkowa produkcja, remiksowanie
- Andrew Wiliams – dodatkowa produkcja, inżynier, remiksowanie
- Leon Zervos – mastering

Źródło: Na podstawie książeczki, która znajduje się wewnątrz płyty.

## Notowania
| Listy (2009)                                | Najwyższe pozycje |
| ------------------------------------------- | ----------------- |
| Polska (ZPAV)                               | 32                |
| Stany Zjednoczone (Billboard 200)           | 106               |
| Stany Zjednoczone (Dance/Electronic Albums) | 4                 |
| Stany Zjednoczone (Top R&B/Hip-Hop Albums)  | 59                |

| Listy (2009)                                | Najwyższe pozycje |
| ------------------------------------------- | ----------------- |
| Stany Zjednoczone (Dance/Electronic Albums) | 22                |